# Rejon jelnieński
Rejon jelnieński (ros. Ельнинский район) – rejon w Rosji, w obwodzie smoleńskim ze stolicą w Jelnii.

## Historia
Ziemie obecnego rejonu jelnieńskiego w latach 1508–1514 i 1611–1654 znajdowały się na pogranicznych terenach województwa smoleńskiego, w Rzeczypospolitej Obojga Narodów. Od 1654 w granicach Rosji. W XIX w. w guberni smoleńskiej, w ujezdzie jelnieńskim.

## Bibliografia

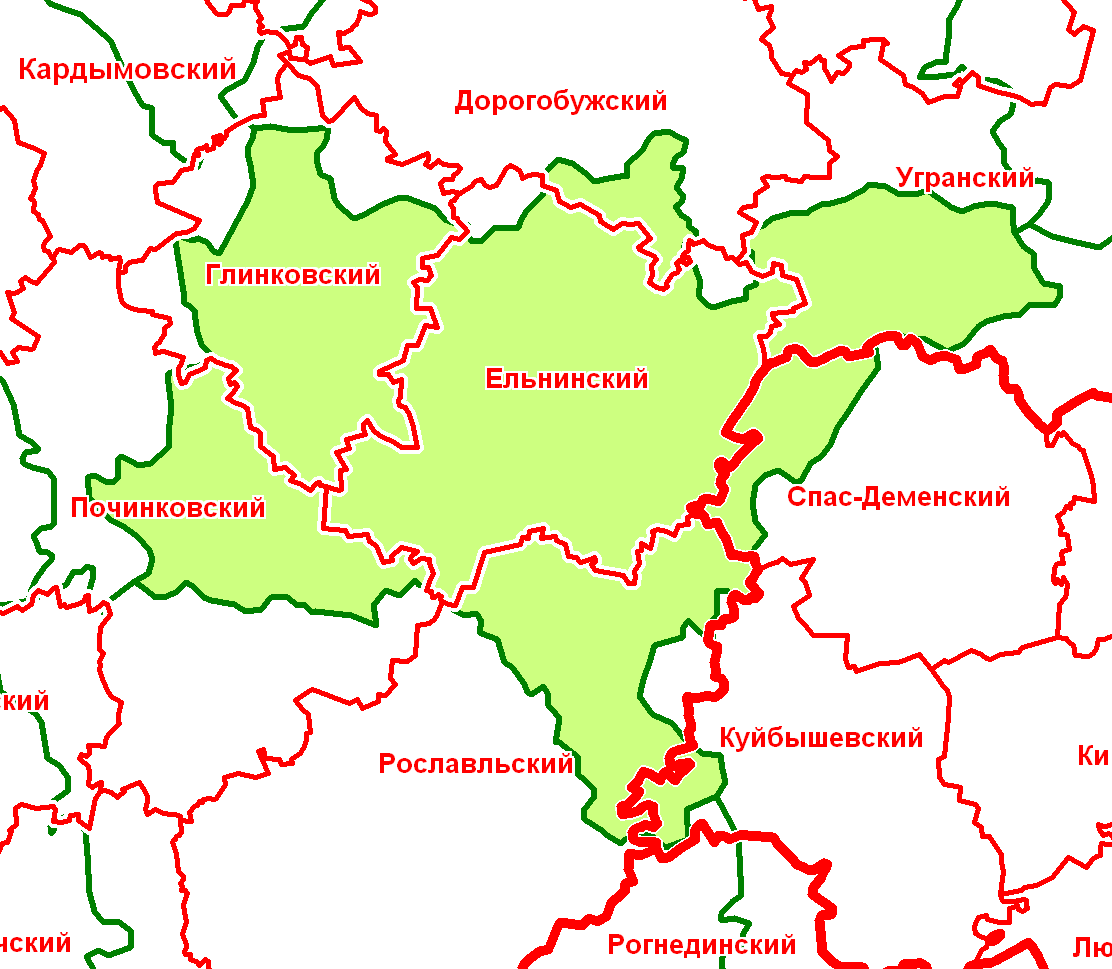
Powiat (ujezd) jelnieński na tle granic współczesnych rejonów